# Lê Hữu Đức (trung tướng)
Lê Hữu Đức (3 tháng 9 năm 1925 – 11 tháng 8 năm 2018) là Trung tướng Quân đội nhân dân Việt Nam, Phó giáo sư người Việt Nam. Ông nguyên là Phó Tư lệnh, Tham mưu trưởng Bộ Tư lệnh Quân khu 4, Phó Giám đốc Học viện Quốc phòng.

## Thân thế và sự nghiệp
Lê Hữu Đức sinh ngày 3 tháng 9 năm 1925, quê quán xã Xuân Giang, huyện Nghi Xuân, tỉnh Hà Tĩnh.
Nhập ngũ vào tháng 8-1945 tại Trung đoàn 101, Sư đoàn 325, Quân đoàn 2, trải qua các chức vụ: từ chiến sĩ đến Đại đội trưởng.
Tháng 6-1946: Học bổ túc lớp cán bộ trung sơ cấp của Bộ Quốc phòng. Sau khi ra trường là Tiểu đoàn phó rồi Tiểu đoàn trưởng Tiểu đoàn 17, Mặt trận Quảng Nam – Đà Nẵng.
Tháng 6-1948: Tiểu đoàn trưởng Tiểu đoàn 77, Trung đoàn 126; Trưởng ban Tác chiến Phòng Tham mưu Liên khu 5.
Tháng 6-1950: Trung đoàn phó – Tham mưu trưởng Trung đoàn 108, Liên khu 5.
Tháng 10-1953: cán bộ; phó phòng thuộc Cục Tác chiến, Bộ Tổng Tham mưu.
Tháng 1-1963: Trưởng phòng Tổng kết chiến tranh thuộc Cục Nghiên cứu Khoa học Quân sự.
Tháng 10-1964: Tham mưu trưởng Sư đoàn 325B – Quân khu 4; Tham mưu trưởng, Sư đoàn phó Sư đoàn 6 - Mặt trận Tây Nguyên (B3).
Tháng 6-1966: Lữ đoàn trưởng Lữ đoàn 1 – Mặt trận Tây Nguyên.
Tháng 8-1969: Tham mưu phó rồi Tham mưu trưởng Mặt trận Tây Nguyên.
Tháng 8-1972: Phó Cục trưởng Cục Tác chiến – Bộ Tổng tham mưu, phụ trách chiến trường miền Nam.
Tháng 6-1974: Học tại Học viện Vô-rô-si-lốp (Liên Xô), làm Phó Trưởng đoàn.
Tháng 12-1974: Cục trưởng Cục Tác chiến Bộ Tổng tham mưu.
Tháng 7-1979: Học Trường Đảng cao cấp Nguyễn Ái Quốc.
Tháng 8-1980: Phó Tư lệnh – Tham mưu trưởng Quân khu 4.
Tháng 10-1983: về Học viện Quốc phòng, Trưởng Khoa Chiến lược; Tháng 5-1990: Phó Giám đốc Học viện Quốc phòng.
Tháng 4-1996: nghỉ hưu.
Sau khi nghỉ hưu, ông cư trú ở phường Vĩnh Phúc, quận Ba Đình, thành phố Hà Nội.

## Qua đời
Vào lúc 18 giờ 5 phút ngày 11 tháng 8 năm 2018, Lê Hữu Đức qua đời tại Bệnh viện Trung ương Quân đội 108. Lễ tang được tổ chức theo nghi thức cấp cao tại Nhà tang lễ Quốc gia số 5 đường Trần Thành Tông, Hà Nội. Thi thể ông được hỏa táng ngày 16 tháng 8 năm 2018 tại đài hóa thân Hoàn Vũ, Văn Điển, Thanh Trì, Hà Nội.

## Phong tặng

### Lịch sử thụ phong quân hàm
Ông được phong quân hàm Thiếu tướng vào tháng 1-1980; Trung tướng tháng 6-1988. Phó Giáo sư tháng 3-1992.

### Huân chương
- Huân chương Quân công hạng Nhất, Nhì, Ba
- Huân chương Kháng chiến chống Mỹ cứu nước hạng Nhất
- Huân chương Chiến công hạng Nhì, Ba
- Huân chương Kháng chiến chống Pháp hạng Nhì
- 2 Huân chương Chiến công giải phóng hạng Nhất
- 2 huân chương Chiến công giải phóng hạng Nhì
- Huân chương Chiến thắng hạng Nhì
- Huân chương Chiến sĩ giải phóng hạng Nhất, Nhì, Ba
- Huân chương Chiến sĩ vẻ vang hạng Nhất, Nhì, Ba

### Huy chương
- Huy chương Quân kỳ Quyết thắng
- Huy chương Vì sự nghiệp Khoa học và Công nghệ
- Huy chương danh dự của Đoàn Thanh niên Cộng sản Hồ Chí Minh
- Huy hiệu 70 năm tuổi Đảng Cộng sản Việt Nam[1]